# Epic Games
Epic Games (també coneguda com a Epic i anteriorment com a Epic MegaGames) és una empresa desenvolupadora de videojocs situada a Cary (Carolina del Nord), EUA.

## Història
Epic Games va ser en un principi creada sota el nom de Potomac Computer Systems el 1991 per Tim Sweeney a Rockville (Maryland). Potomac Computer Systems va llançar el ZZT, al mateix any. Durant després del llançament de ZZT, l'empresa es coneixia per Epic MegaGames. Gradualment, Epic va fer videojocs de shareware, incloent-hi Epic Pinball, Jill of the Jungle, Jazz Jackrabbit i One Must Fall: 2097. Durant aquest temps, Epic també va publicar i vendre videojocs desenvolupats per altres desenvolupadors com podien ser Safari Software que van llançar Robbo, Heartlight i Electro Man de XLand's; també Zone 66 de Renaissance's. El 1997 Safari Software va adquirir Epic i alguns dels seus títols d'abans de l'any 1989 que es venien sota la branca Epic Classics.
El 1998, Epic MegaGames va llançar Unreal, un videojoc d'acció en primera persona en 3D, que va ser continuat en la saga Unreal. L'empresa va iniciar-se en la tecnologia de motors de videojoc, i van fer el motor Unreal, usat per molts videojocs de l'empresa i per altres desenvolupadors. El 1999, l'empresa va canviar de nom a Epic Games i va traslladar les oficines, fins i tot les que havia a Rockville, per moure-ho a Cary (Carolina del Nord). Després va venir la saga Unreal Tournament. En l'actualitat, l'empresa ha llançat el títol d'Xbox 360 anomenat Gears of War i ara estan treballant en Unreal Tournament III per ordinador, PlayStation 3 i Xbox 360.
Els treballadors d'Epic Games es poden incloure l'abans esmentat Programador en Cap Tim Sweeney i el dissenyador de videojoc Cliff Bleszinski. El 2003, Jerry O'Flaherty va ser nomenat Director d'Art de l'Estudi.

## Productes

### Videojocs
- Overkill
- ZZT
- Jill of the Jungle
- Super ZZT
- Solar winds 1&2
- Zone 66
- Dare to Dream
- Ken's Labyrinth
- Xargon
- Jazz Jackrabbit
- Brix
- Epic Pinball
- Radix: Beyond the Void
- Tyrian
- One Must Fall
- Fire Fight
- Unreal
- Jazz Jackrabbit 2
- Unreal Tournament
- Unreal Tournament 2003
- Unreal Tournament 2004
- Unreal Tournament III
- Unreal 2
- Gears of War
- Fortnite

### Motors de videojoc
- Unreal Engine